# パリンコ学園No.1
『パリン子学園No.1』（パリンコがくえんナンバーワン）は、TBS系列局の一部で放送されていたTBS製作の歌謡バラエティ番組である。全25回。TBSでは1982年10月7日から1983年3月31日まで、毎週木曜 19:00 - 19:30 （日本標準時）に放送。

## 概要
「パリン子学園」という架空の学園を舞台に繰り広げられるショートコント、前番組『ピンキーパンチ大逆転』にもあったアイドルの歌のコーナー、レギュラー陣が洋楽に日本語の詞による歌とダンスによるコーナーの3部構成。
放送当時、木曜19時台前半はTBS系列全局でローカルセールス枠であったことから、系列局であっても、毎日放送 (MBS) （土曜 7:00 - 7:30 に放送）のように遅れネットで放送する系列局やこの番組を放送しなかった系列局やが多数存在した。

## 出演者
松本・少年隊・山田は、前番組『ピンキーパンチ大逆転』にもレギュラー出演していた。小泉と堀は、同番組にゲスト出演したことがある。
- 松本伊代
- 小泉今日子
- 堀ちえみ
- ジャニーズ少年隊
- コント赤信号
- 山田邦子
- ほか

## スタッフ
- 構成：大岩賞介、詩村博史、浦沢義雄、水谷龍二、川崎良、高橋秀樹、居作中一
- 音楽：小野寺忠和
- 音楽構成：高橋誠一
- 振付：小井戸秀宅、西条満、名倉加代子
- 訳詞：楡けい子
- 演奏：岡本章生とゲイスターズ、高橋達也と東京ユニオン、宮間利之とニューハード
- コーラス：タイムリー

（技術）
- 技術：日野治隆
- 映像：佐々木章
- カラー調整：松浦卓雄
- 音声：渡辺秀樹
- 照明：笠原義博
- 音響：寺田卓夫

（美術）
- 美術デザイン：根本真一、清水袈裟寿
- 美術製作：中嶋美津夫
- スタイリスト：高田未芽

（制作）
- 演出：三角英一、西依正博
- プロデューサー：滝本裕雄

## 放送リスト
一部のサブタイトルには、「○○だよ！ぎゃひ!!」が定型句として使われている。
1982年11月11日の放送は、ソ連のブレジネフ書記長死去に伴う緊急報道特番が放送されたことから休止となった。
| 回 | 放送日         | サブタイトル                               |
| -- | -------------- | ------------------------------------------ |
| 1  | 1982年 10月7日 | スポーツの秋だよ！ぎゃひ!!                 |
| 2  | 10月14日       | 食欲の秋だよ！ぎゃひ!!                     |
| 3  | 10月21日       | 試験コントだぎゃひ!! 歌も踊りも絶好調!!    |
| 4  | 10月28日       | 文化祭だよ!! ぎゃひ!!                      |
| 5  | 11月4日        | 旅行だヨ！ぎゃひ!!                         |
| 6  | 11月18日       | 恋だよ！ぎゃひ!!                           |
| 7  | 11月25日       | お金のコント絶好調!! 歌と踊りはビートルズ  |
| 8  | 12月2日        | ファッションだよ！ぎゃひ!!                 |
| 9  | 12月9日        | 伊代今日子ちえみ少年隊赤信号邦子の変な趣味 |
| 10 | 12月16日       | もうすぐ冬休み マッチ家の一日は            |
| 11 | 12月23日       | コントはやっぱり変なクリスマス             |
| 12 | 12月30日       | '82ベストヒットで踊れば気分はもうお正月    |
| 13 | 1983年 1月6日  | 伊代今日子ちえみ少年隊赤信号邦子の変な夢!! |
| 14 | 1月13日        | 友情だよ！ぎゃひ!!                         |
| 15 | 1月20日        | 君達のお母さんはどのタイプ!?               |
| 16 | 1月27日        | 今日子佐和子のホステス                     |
| 17 | 2月3日         | 青春…愛…、そして涙                         |
| 18 | 2月10日        | みんなで健康的なコントやり放題!!           |
| 19 | 2月17日        | 無駄ムダむだ！ぎゃひ!!                     |
| 20 | 2月24日        | 受験シーズン来る！みんな受かるといいね     |
| 21 | 3月3日         | 女性バンザイ！ぎゃひ!!                     |
| 22 | 3月10日        | 秘密だヨ！ぎゃひ!!                         |
| 23 | 3月17日        | 約束よ ねえ約束よ 約束よ                   |
| 24 | 3月24日        | 見よ家族愛に満ちた若者達を!! 必見Aトレイン |
| 25 | 3月31日        | 卒業・・・・もうお別れだよ!!涙の最終回     |